# 中興保全科技
中興保全科技股份有限公司，簡稱中保科技，由保全業務起家。

## 歷史
1977年，國產實業集團創辦人林燈次子林孝信提出創辦保全公司的構想，並與日本最大的保全公司日本警備保障（今SECOM）合資成立「台灣警備保障有限公司」，此即中興保全的前身。由於當時台灣尚未有同性質的行業，中興保全為台灣第一家保全公司。1993年，中興保全成為台灣第一家上市的保全公司。 

## 財務狀況
| (單位：新台幣百萬元) | 2014   | 2015   | 2016   | 2017   |
| -------------------- | ------ | ------ | ------ | ------ |
| 營收總額 (Revenue)   | 13,072 | 13,288 | 13,480 | 13,053 |
| 淨利 (Net Income)    | 2,087  | 2,104  | 643    | 2,235  |
| 總資產 (Assets)      | 19,899 | 20,272 | 20,243 | 20,924 |
| 每股盈餘 (EPS)       | 4.62   | 4.68   | 1.40   | 5.00   |

*2016年認列復興航空一次性損失約當新台幣1,550百萬元

## 集團公司

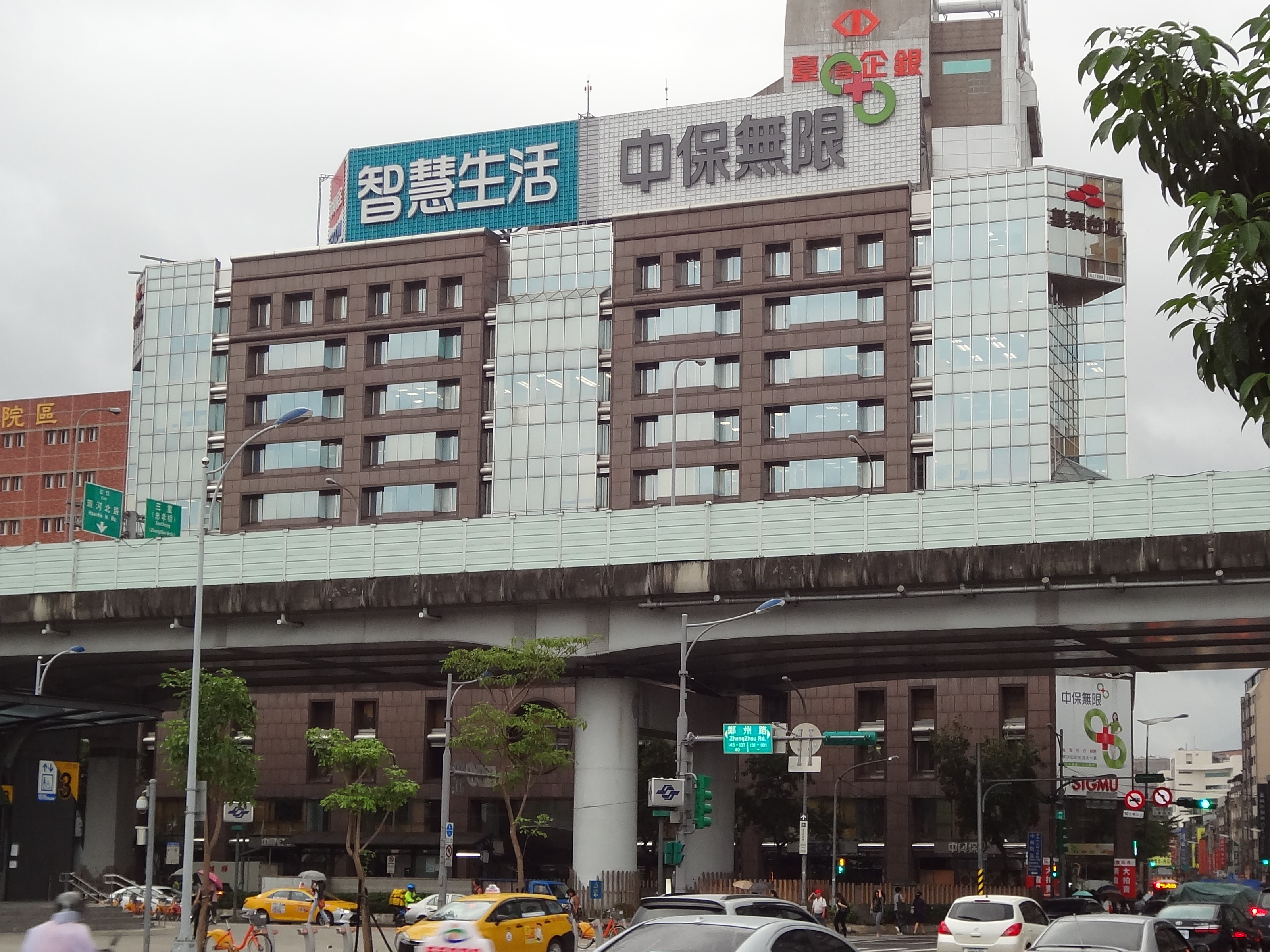
中保科技集團總部設於國產建材實業大樓國產實業集團

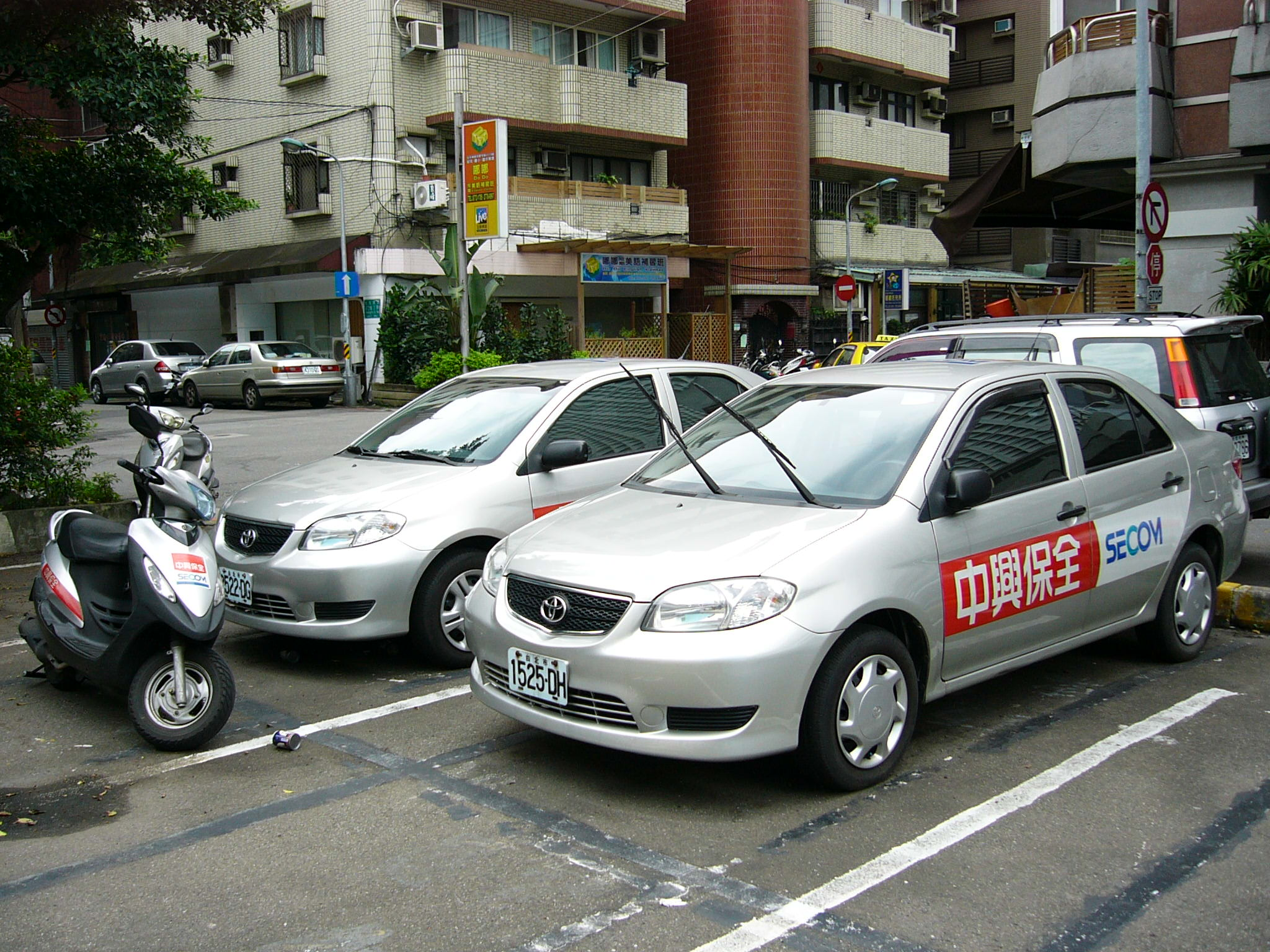
中興保全科技巡邏車

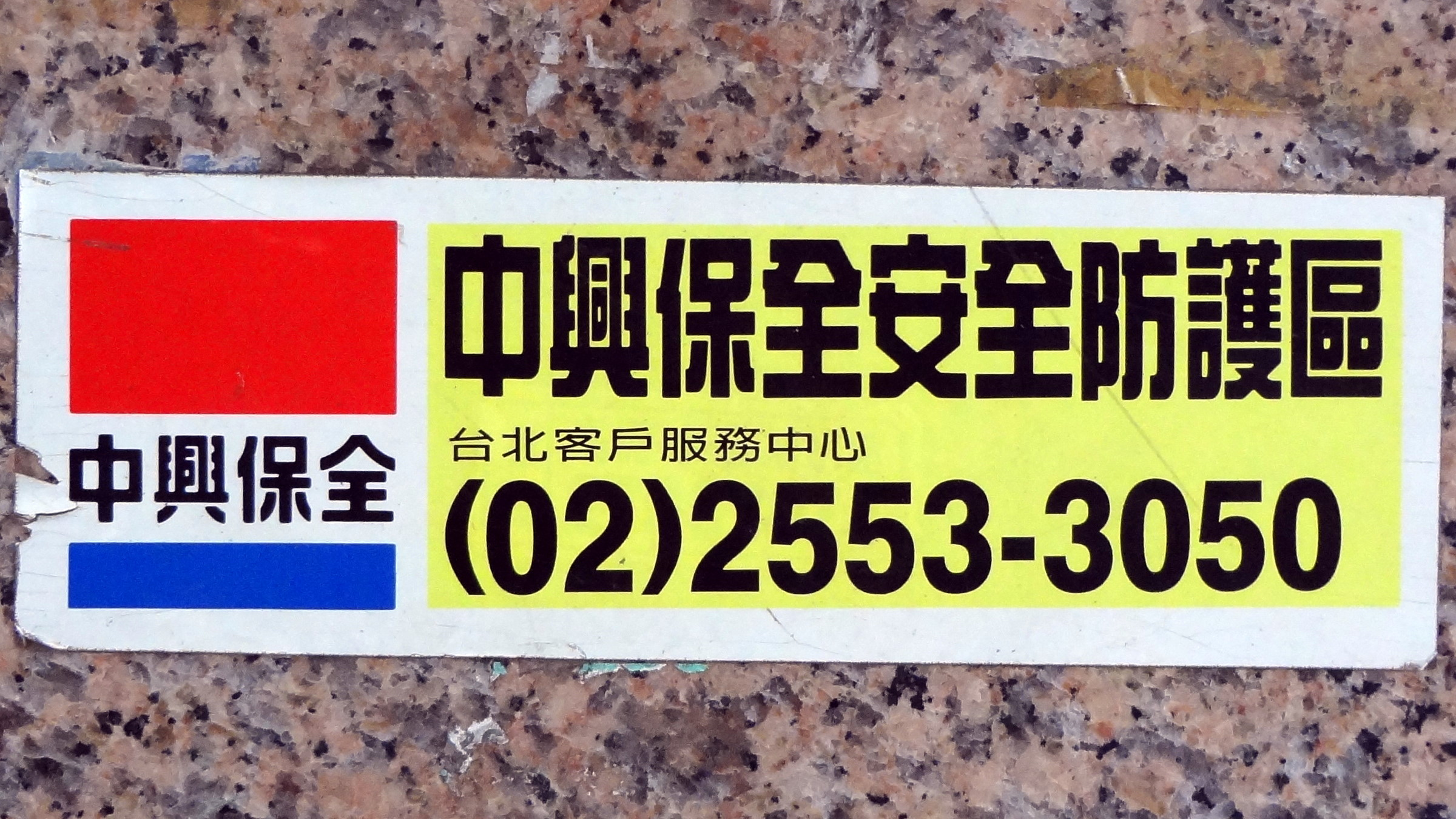
1990年代中興保全科技第一代商標安全防護區貼紙

### 保全本業
- 中興保全科技：系統保全
- 國雲樓管：公寓大廈管理及停車場管理
- 國興保全：駐衛警保全
- 國雲保全：駐衛警保全及停車場管理
- 國昀保全：駐衛警保全
- 立保保全：運鈔保全

### 科技服務
- 立保科技：金流保全整合系統
- 立偉電子：AED（自動體外心臟去顫器，俗稱傻瓜電擊器）及醫療照護
- 立捷國際：保全硬體研發中心
- 國雲科技
- 國雲停車場：專業停車場域規劃
- 博訊科技：資訊系統維護及研發
- 台灣視訊系統：監視器系統部分
- 天河電訊
- 中保車管：企業車隊管理顧問
- 中保物流：資訊化物流運輸規劃
- 中保保經：產業保險經紀管理規劃服務
- 中保防災科技: 防災科技解決方案
- 台濼控制: 機電設計及水電工程
- 競日消防：進口代理消防系統
- 保創科技：機電／消防／防災 整合式總包服務
- 京琠科技：餐飲POS店管系統／零售POS店管系統／商場POS管理系統
- 史詩科技：軟體研發、系統維運

### 娛樂餐飲
- 中保寶貝城(Babyboss)：親子室內樂園
- 樂到家國際娛樂：國外電影代理與國片投資開發
- 復興空廚：航空餐飲及餐飲代工
- 中保無限家餐飲：自營品牌餐廳／海外代理餐飲品牌

## 外部連結
- （繁體中文）中保無限+（页面存档备份，存于）
- （繁體中文）中興保全科技（页面存档备份，存于）
- （日語）SECOM 株式會社（页面存档备份，存于）
- （繁體中文）國產實業建設（页面存档备份，存于）
- （繁體中文）中保無限家網路商城（页面存档备份，存于）
- （繁體中文）無限+生活誌（页面存档备份，存于）
- （繁體中文）林燈文教公益基金會（页面存档备份，存于）